# Malpighiodes
Malpighiodes es uno de los 75 géneros de la familia Malpighiaceae, del orden de los  Malpighiales. Malpighiodes comprende 4 especies de vides nativas del norte de Suramérica.

## Especies
- Malpighiodes bracteosa (Griseb.) W. R. Anderson
- Malpighiodes guianensis (W. R. Anderson) W. R. Anderson
- Malpighiodes leucanthele (Griseb.) W. R. Anderson
- Malpighiodes liesneri (W. R. Anderson) W. R. Anderson